# Makrosociologi
Makrosociologi är en sociologisk ansats som studerar samhället till dess helhet och håller, till skillnad från mikrosociologi och mesosociologi, en hög abstraktionsnivå. 